# Lesław Zimny
Lesław Zimny (ur. 27 maja 1949 w Chobieni) – polski naukowiec, prof. dr hab., specjalista w dziedzinie agronomii. Zajmuje się leksykografią przyrodniczą i zagadnieniami uprawy roślin, zwłaszcza buraka cukrowego.

## Życiorys
Studiował na Akademii Rolniczej we Wrocławiu, od 1975 roku jest jej pracownikiem. W 1994 otrzymał stopień naukowy doktora habilitowanego, a w 2001 tytuł naukowy profesora. Jest autorem publikacji naukowych i leksykograficznych. W pracach dotyczących zagadnień optymalizacji uprawy buraka cukrowego dowiódł możliwość znacznych uproszczeń w uprawie roli pod burak cukrowy. Wykazał, że w polskich warunkach glebowo-klimatycznych można stosować z powodzeniem uprawę konserwującą i zaproponował jej definicję.
Opracował serię słowników rolniczych niemiecko-polskich i polsko-niemieckich. Zweryfikował hasła rolnicze w wielu słownikach, leksykonach i encyklopediach, wzbogacając język polski o nowe pojęcia rolnicze.
Jest współautorem i redaktorem biografii pt. Profesor Bolesław Świętochowski wybitny polski uczony XX wieku.
Opracował informator Kto jest kim w polskiej agronomii, który zawiera biogramy pracowników Uczelni Wyższych i Instytucji Naukowych zajmujących się naukami agronomicznymi.
Brał udział w projekcie Opracowanie programów nauczania do kształcenia na odległość (e-learning) na kierunku Rolnictwo z przedmiotu Ogólna uprawa roli i roślin wraz z herbologią finansowany przez Europejski Fundusz Społeczny.

## Monografie naukowe
1. Banasiak J., Detyna J., Hutnik E., Szewczyk A., Zimny L. Agrotechnologia. Red. J. Banasiak. PWN, Warszawa 1999, ss. 482.
2. Krężel R., Parylak D., Zimny L. Zagadnienia uprawy roli i roślin. AR Wrocław, 1999, ss. 257.
3. Zimny L., Wacławowicz R. Teoria i praktyka uprawy roli.  W: Uprawa roślin, t. 1. Red. A. Kotecki. Wyd. UP Wrocław, 2020, 216-321.
4. Wacławowicz R., Zimny L. Materiał siewny i siew.  W: Uprawa roślin, t. 1. Red. A. Kotecki. Wyd. UP Wrocław, 2020, 408-457.

## Leksykografia rolnicza
1. Zimny L. Leksykon przyrodniczy polsko-angielski – Polish-English dictionary of environmental science. UP Wrocław, 2014, ss. 506.
2. Zimny L. Encyklopedia ekologiczno-rolnicza. AR Wrocław 2003, ss. 230.
3. Zimny L. Wielki słownik rolniczy polsko-niemiecki. Wiedza Powszechna, Warszawa 2000, ss. 1103.
4. Zimny L. Wielki słownik rolniczy niemiecko-polski. AR Wrocław 1994, ss. 1377.
5. Zimny L. Mały leksykon rolniczy. PWN, Warszawa 1995, ss. 128.
6. Zimny L. Kto jest kim w polskiej agronomii. PTNA, Wrocław 2000, ss. 167.
7. Zimny L. i in. Leksykon naukowo-techniczny. WN-T, Warszawa 2001, ss. 1279.
8. Zimny L. i in. Słownik naukowo-techniczny niemiecko-polski. WN-T, Warszawa 2002, ss. 1354.
9. Zimny L. i in. Słownik naukowo-techniczny polsko-niemiecki. WN-T, Warszawa, ss. ok. 700 (w druku).
10. Zimny L. i in. Wörterbuch der Landwirtschaft. Deutsch-Englisch-Französisch-Polnisch-Italienisch-Russisch. BLV Verlagsgesellschaft mbH, München, ss. 1445 (w druku).
11. Zimny L. i in. Słownik agro-bio-techniczny. Wyd. II. PTNA, t. 1-4, ss. ok. 1000 (w druku).
12. Zimny L. i in. Wielka encyklopedia PWN. t. 28-30.
13. Zimny L. i in. Słownik rolnictwa proekologicznego. ss. ok. 200 (w druku).